# 2017年のイギリス
2017年のイギリス （2017ねんのイギリス）では、2017年のイギリスに関する出来事について記述する。

## 国王等
- 国王
  - ウィンザー朝第4代: エリザベス2世 （1952年2月6日 - 2022年9月8日）
- 首相
  - 第76代: テリーザ・メイ （保守党、2016年7月13日 - 2019年7月24日）

## できごと

### 2月
- 2月6日 - エリザベス2世が同国の君主として初の即位65周年（サファイア・ジュビリー（英語版））を迎えた[1]。

### 3月
- 3月22日 - ロンドンのシティ・オブ・ウェストミンスターでテロ事件。死者5人のほか多数の負傷者を出した（詳細は「2017年ロンドンテロ事件」参照）。
- 3月29日 - テリーザ・メイ首相、欧州理事会に対しイギリスの欧州連合離脱を正式に通告。欧州連合条約第50条による離脱手続開始（詳細は「イギリスの欧州連合離脱」参照）[2]。

### 4月
- 4月17日 - ロンドンのナイトクラブで腐食性物質がばらまかれ、12人が負傷[3]。
- 4月18日 - テリーザ・メイ首相は記者会見を開き、下院を解散し6月8日に総選挙を実施すると発表[4]。

### 5月
- 5月3日 - 下院が解散。6月8日の総選挙に向けた選挙戦がスタート[5]。
- 5月4日 - イギリス王室がエリザベス2世の王配、フィリップの公務からの引退を発表[6]。
- 5月22日 - マンチェスター・アリーナに於ける爆発物事件。自爆テロと思われる爆発で死者23人、負傷者120人以上を出した。

### 6月
- 6月3日 - ロンドンでテロ事件。死者7人のほか多数の負傷者を出した（詳細は「2017年6月ロンドンテロ事件」参照）。
- 6月8日 - 総選挙を実施、保守党が第一党を維持した（詳細は「2017年イギリス総選挙」参照）。
- 6月11日 - テリーザ・メイ首相は、8日の総選挙の結果を受け、組閣を行い、第2次メイ内閣が発足した。再任が多く小規模な改造にとどめられた[7]。
- 6月14日 - グレンフェル・タワー火災発生。死者79名以上。防火対策が問題視され高層住宅の点検につながった。
- 6月19日 - ロンドン北部フィンズベリー・パーク（英語版）地区のモスクで暴走車両による追突事件。1人が死亡、10人が負傷。犯人の男は現場で逮捕。イスラム教徒への憎悪が目的の単独犯と見られている[8]。
- 6月26日 - 新航空母艦、クイーン・エリザベスが試験航海に向けてロサイス造船所から就航。年末にはポーツマス海軍基地に入り、2020年に就役予定[9]。

### 7月
- 7月27日 - 金融行動監視機構（英語版）のアンドリュー・ベイリー最高経営責任者は短期金利の国際指標「ロンドン銀行間取引金利（LIBOR）」を2021年末に廃止する方針を明らかにした[10]。

### 8月
- 8月16日 - 欧州連合離脱後のアイルランドと英領北アイルランドの国境について、国境検問所は復活すべきではなく、人と物の自由往来を維持する考えを示した。これに対して、欧州連合に残留するアイルランドは「有益で時宜にかなっている」と評価した[11]。
- 8月18日 - ケンブリッジ大学出版局が中国当局の要請に応じて、ウェブサイトに掲載されている天安門事件など中国関連の論文300点について、中国からの接続を遮断する処置を取ったと発表[12]。
- 8月25日 - バッキンガム宮殿前で職務質問を受けた男が刃物で暴れだし、警官3人が負傷。男はその場で拘束。男が乗っていた車両からは長さ1.2mの剣が発見されており、当局はテロ容疑で調べていると声明[13]。
- 8月26日 - バッキンガムシャー州ニューポート・パグネル（英語版）付近の高速道路・M1モーターウェイで小型バスにセミトレーラー2台が衝突し、バスの乗客員8人が死亡、4人が負傷。トレーラーの運転手2人が拘束され、うち1人にアルコール反応が検出されている[14]。

### 9月
- 9月12日 - 政府がストーンヘンジ近くの地下に幹線道路トンネルを建設する計画を最終承認[15]。
- 9月15日 - ロンドンのパーソンズ・グリーン駅にて、地下鉄車内に置かれていた手製の爆発物が爆発するテロ事件が発生。29人が負傷。ISILが犯行声明を出した。翌16日にケント警察当局がドーバーにて18歳の男を逮捕したと声明[16][17]。
- 9月19日 - 15日のロンドンでの地下鉄内爆発事件で、ウェールズ・ニューポートにて3人めの容疑者が逮捕。翌20日には同地にて2人が逮捕され、事件の容疑者は5人となった[18][19]。

### 10月
- 10月2日 - モナーク航空が経営破綻。観光業等の関連会社を含め全ての業務を停止した[20]。

### 11月
- 11月1日 - マイケル・ファロン（英語版）国防大臣が、自身のセクシャルハラスメント疑惑の責任を取り辞任。後任にはギャビン・ウィリアムソンが就任[21]。
- 11月7日 - 不品行疑惑によりウェールズ自治政府の閣僚を辞任していたカール・サージェント（英語版）が遺体で発見された。自殺と見られている[22]。
- 11月8日 - プリティ・パテル国際開発大臣（英語版）が同年8月にイスラエルを旅行中、政府に無断でネタニヤフ首相ら同国政府高官と会談していた責任を問われ、この日辞任[23]。
- 11月16日 - 6月に発生したグレンフェル・タワー火災の犠牲者を70人と結論づけたことを発表[24]。

### 12月
- 12月20日 - セクハラ疑惑が報道されていたダミアン・グリーン筆頭国務大臣が辞任[25]。